# 헨리 알링암
헨리 윌리엄 앨링엄(Henry William Allingham, 1896년 6월 6일 ~ 2009년 7월 18일)은 잉글랜드의 슈퍼센티네리언이다. 그는 영국에서 기록된 최장수 남성이자 제1차 세계 대전 참전 용사이며, 한 달 동안 세계에서 가장 오래 산 사람으로 확인되었다. 그는 또한 역사상 두 번째로 오래 산 군인이며, 사망 당시에는 역사상 12번째로 확인된 최고령 남성이었다.
앨링엄은 영국군의 모든 부대에서 생존한 가장 오래된 구성원이었고, 제1차 세계 대전의 마지막 생존 참전 용사 중 한 명이었다. 그는 유틀란트 해전의 마지막 생존자이자 영국 왕립 해군 항공대(RNAS)의 마지막 생존 구성원이었으며, 영국 왕립 공군(RAF)의 마지막 생존 창립 멤버였다. 2001년, 그는 제1차 세계 대전 참전 용사 협회의 얼굴이 되었고, 현대 세대에게 제1차 세계 대전의 희생에 대한 인식이 사라지지 않도록 자주 공개 석상에 나타났다. 그는 제1차 세계 대전 참전과 만년에 장수에 대한 많은 영예와 상을 받았다.

## 어린 시절

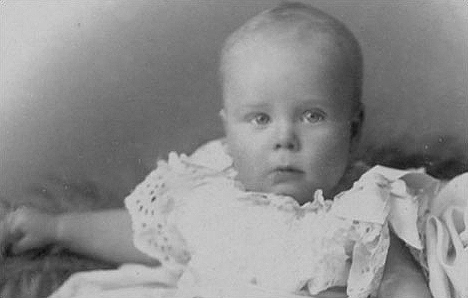
1896년 유아 시절 앨링엄

앨링엄은 1896년 6월 6일 런던주 클랩턴에서 태어났다. 그가 14개월이었을 때, 그의 아버지 헨리 토마스 앨링엄(1868–1897)은 29세의 나이로 결핵으로 사망했다. 헨리는 1901년 인구 조사에서 세탁소 여두목이었던 과부 어머니 에이미 제인 앨링엄(본명 포스터)(1873–1915)과 함께 월섬스토의 23 베루람 애비뉴에 있는 어머니의 부모님과 오빠와 함께 살고 있었다. 그의 어머니는 1905년에 휴버트 조지 힉스와 재혼했고 1907년 가족은 런던 클래펌으로 이사했다. 헨리와 그의 어머니는 1911년 인구 조사에서 램버스 헤이포드 애비뉴 21번지에 살고 있었으며, 그의 의붓아버지는 마차 제조공으로 일하며 집을 떠나 머물고 있었다. 헨리는 런던 카운티 의회 학교를 다녔고 이후 리젠트 스트리트 공과대학을 다녔다. 앨링엄은 시티 임페리얼 자원봉사자들이 제2차 보어 전쟁에서 돌아오는 것을 기억했고, 또한 W. G. 그레이스가 크리켓을 하는 것을 보았다고 회상했다. 학교를 졸업한 후, 앨링엄은 세인트 바르톨로뮤 병원에서 수술 도구 견습 제작자로 일하기 시작했다. 그는 이 일이 별로 재미없다고 생각하여, 자동차 차체를 전문으로 하는 코치빌더에서 일하기 위해 떠났다.

## 제1차 세계 대전

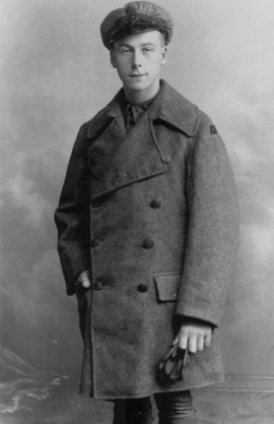
1916년 20세의 RNAS 제복을 입은 앨링엄

앨링엄은 1914년 8월 오토바이 전령으로 참전하고 싶었지만, 중병을 앓던 어머니가 그에게 집에 남아 자신을 돌보라고 설득했다. 그러나 1915년 그의 어머니가 42세의 나이로 사망한 후, 앨링엄은 영국 왕립 해군 항공대(RNAS)에 입대했다. 그는 1915년 9월 21일 공식적으로 항공기 정비사 2등병으로 등급을 받았고, 켄트주 시어니스에서 훈련을 마치기 전에 칭포드에 배치되었다. 그의 RNAS 일련 번호는 RNAS F8317이었다.
졸업 후, 앨링엄은 그레이트야머스의 RNAS 항공 기지에 배치되어 항공기 정비 업무를 수행했다. 1916년 4월 13일, 조지 5세 국왕이 항공 기지와 항공기를 사찰했다. 앨링엄은 나중에 국왕과 대화할 기회를 아쉽게 놓친 것에 대해 실망감을 표했다.
앨링엄은 또한 해안을 따라 더 북쪽에 있는 노퍽주 백턴에서도 야간 비행이 이루어지는 곳에서 일했으며 나중에는 대잠수함 순찰 지원에 참여했다. 일반적인 순찰은 이틀 또는 사흘간 지속되었으며, 갑판에 설치된 데릭을 이용해 수상비행기를 물에서 들어 올리고 내리는 작업을 포함했다.
유틀란트 해전을 준비하는 동안 앨링엄은 해군 트롤선 HMT 킹피셔에 합류하라는 명령을 받았다. 배에는 독일 대양함대를 수색하기 위해 주변 해역을 순찰하는 데 사용된 소프위드 슈나이더 수상기가 탑재되어 있었다. 킹피셔는 1915년 5월 수상기를 장착한 최초의 트롤선이었다. 앨링엄의 임무에는 이 항공기를 발진시키는 것을 돕는 것이 포함되었다. 킹피셔는 전투에 직접적으로 참여하지는 않았지만(그는 대함대와 대양함대를 뒤따라갔다), 앨링엄은 여전히 그 전투의 마지막 생존자임을 주장할 수 있었고 "포탄이 바다 위를 튕겨 나가는 것을 보았다"고 회상했다.
1917년 9월, 당시 1등 항공기 정비사였던 앨링엄은 서부 전선으로 파견되어 제12 RNAS 비행대대에 합류했다. 이 부대는 서부 전선에 기반을 둔 다른 RNAS 비행대대의 훈련 비행대대 역할을 했다. 비행대대가 전투 작전에 참여했다는 일부 증거도 있다. 앨링엄이 프티트 신트에 도착했을 때, 왕립 항공대(RFC)와 RNAS는 모두 이프르 공세에 참여하고 있었다. 1917년 11월 3일, 그는 프랑스 됭케르크의 항공기 보급창으로 파견되어 전쟁이 끝날 때까지 항공기 수리 및 회수 임무를 수행했다. 그는 공중 폭격과 육상 및 해상 포격을 받았던 것을 회상했다.

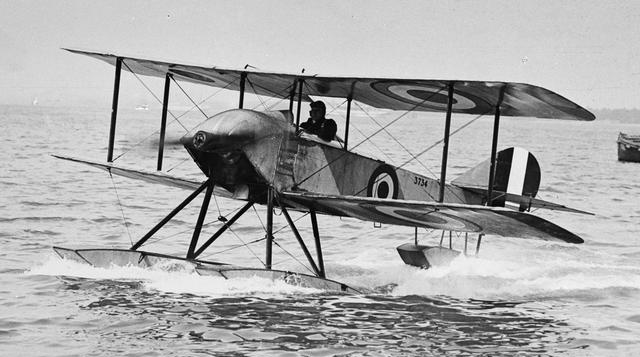
소프위드 슈나이더

그는 RNAS와 RFC가 1918년 4월 1일에 합병되었을 때 영국 왕립 공군으로 전속되었다. 영국 왕립 공군의 창설은 처음에 앨링엄에게 큰 영향을 미치지 않았으며, 그는 그 당시 자신을 여전히 해군 병사로 여겼다고 나중에 언급했다. RAF에서 그는 항공기 정비사 2등병인 리거 에어로로 승진했으며, 새로운 군번인 208317을 부여받았다. 앨링엄은 1919년 2월 본국 기지로 돌아왔고, 1919년 4월 16일 공식적으로 RAF 예비역으로 전역했다. 생애 마지막 몇 년 동안 앨링엄은 RAF의 마지막 생존 창립 멤버로 인정받았다. 제1차 세계 대전 참전 용사 협회의 데니스 굿윈과 대화하면서 앨링엄은 "RAF가 창설될 때 원래의 재조직에서 살아남은 유일한 사람이라는 생각을 하니 충격적이면서도 영광스럽다"고 말했다.

## 전간기

### 경력
정비사로서 군 복무 외에도 앨링엄은 직업 생활의 대부분을 엔지니어로 보냈다. 그가 고용한 곳은 쏜스 자동차 차체 제작사, 비커스 제너럴 모터스, H.J.M. 자동차 차체 제작사 등이 있었다. 그는 1934년에 포드 모터 컴퍼니의 대거넘 공장에서 새로운 자동차 차체를 설계하며 가장 긴 고용 기간을 시작했는데, 이 공장은 불과 몇 년 전인 1931년에 개장했다.

### 가족 생활
앨링엄은 1918년에 노퍽주 그레이트야머스에서 도로시 케이터(1897-1970)를 만났다. 그들은 같은 해 롬퍼드에서 결혼했는데, 이때 그녀는 21세, 그는 22세였다. 그들은 1961년에 이스트서식스주 이스트본으로 이사했으며, 그녀가 급성 및 만성 림프성 백혈병으로 사망할 때까지 결혼 생활을 유지했다. 그들은 두 딸 베티(1920-2023)와 진(1923–2001)을 두었다. 진은 미국 WWII 참전용사와 결혼한 후 미국으로 이주했고 2001년에 78세의 나이로 사망했다.
사망 당시 앨링엄에게는 손주 7명, 증손주 16명, 고손주 14명, 현손주 1명이 있었다.

## 제2차 세계 대전
제2차 세계 대전 동안 앨링엄은 예비역으로 여러 프로젝트에 참여했다. 아마도 그의 가장 중요한 기여는 독일의 자기 기뢰에 대한 효과적인 대책을 설계한 것이었을 것이다. 1939년 크리스마스 점심 식사 중, 그는 기뢰를 무력화하고 에식스주 하위치 항구를 열 수 있는 시스템을 설계하는 데 도움을 주기 위해 호출되었다. 9일 후, 그는 성공적으로 임무를 완수했다.

## 말년

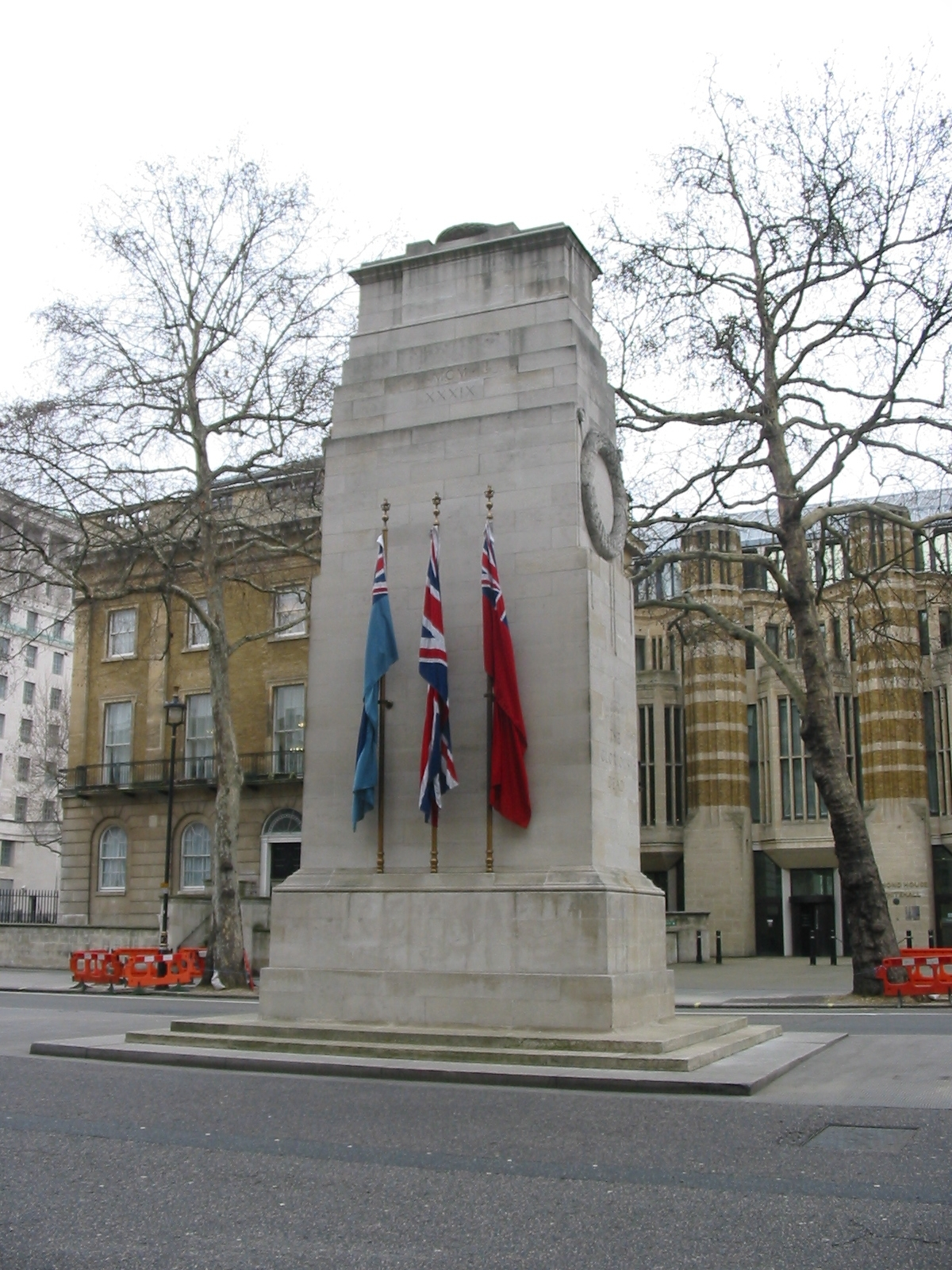
런던의 더 세노타프에서 앨링엄은 2004년 8월 4일과 2008년 11월 11일에 제1차 세계 대전 시작과 종료 90주년을 기념하는 행사에 참석했다.

제2차 세계 대전 후 앨링엄은 1961년 은퇴할 때까지 포드에서 계속 일했다. 2001년 제1차 세계 대전 참전 용사 협회의 데니스 굿윈이 그를 찾아낸 후, 105세의 앨링엄은 후세가 잊지 않도록 자신의 이야기를 전하는 데 중요한 역할을 했다. 2003년 10월 16일, 그는 HMS 벨파스트 순양함에 탑승한 모델 넬 맥앤드루와 함께 2003년 영국 왕실 재향군인회 양귀비 모금 행사를 시작하는 데 도움을 주었다. 그는 "참전 용사들은 나라를 위해 모든 것을 바쳤다. ... 나는 그들에게 빚을 졌다. ... 우리 모두는 그들에게 빚을 졌다"고 말했다.
2004년 8월 4일 런던 화이트홀의 더 세노타프에서 영국이 제1차 세계 대전에 참전한 지 90주년을 기념하는 행사가 열렸다. 앨링엄은 다른 제1차 세계 대전 참전 용사들인 빌 스톤, 프레드 로이드, 존 오본과 함께 참석했다. 앨링엄은 또한 2005년 영령 기념일에 위령비를 지나 행진했으며, 생토메르의 기념비에 화환을 바쳤다. 그것은 제1차 세계 대전 참전 용사가 위령비를 지나 행진한 마지막 순간이었고, 한 시대의 끝을 알렸다. 2006년 영령 기념일 퍼레이드에는 위령비에 제1차 세계 대전 참전 용사가 참석하지 않았다.
RNAS의 마지막 생존 멤버이자 RAF의 마지막 생존 창립 멤버로서 앨링엄은 2004년 9월 11일 생토메르에서 영국 공군 기념비가 공개될 때 명예로운 손님이었다. 기념식에서 앨링엄은 자유의 도시 수여를 기념하는 생토메르 금메달을 받았다. 이 기념식에서 그와 함께한 RAF 기술 훈련생 그룹은 이스트본의 그의 은퇴 주택을 계속 방문했다.
2005년 11월, 앨링엄은 국제 홀로그램 초상화 보관소로부터 홀로그램 초상화를 찍어 달라는 초청을 수락했다. 그의 이미지는 2005년 12월에 후세를 위해 기록되었다. 동시에 HMS 벨파스트에 승선한 런던의 해군 부유 박물관에서 "유틀란트의 유령"이라는 제목의 전시회가 기획되고 있었다. 이 초상화의 사본은 박물관에 기증되었고 글로스터 공작부인은 전시회 개막을 기념하여 초상화를 공개했다.
앨링엄은 2006년 4월 21일 시장에 의해 그의 고향인 이스트본의 자유의 영예를 받았다. 그는 2006년 5월까지 자신의 집에 살다가 110번째 생일 한 달 전 시력이 나빠지면서 브라이턴 근처 오빙딘에 있는 시각 장애 퇴역 군인 자선 단체인 블라인드 베테랑스 UK(구 세인트 던스턴스)로 이사했다. 시력 부진 외에는 건강 상태가 양호하다고 알려졌다.
앨링엄은 2006년 7월 1일 티에프발 전사자 기념비 추모식에 참석했다. 그는 2006년 11월 11일 영령 기념일 퍼레이드에는 참석하지 않았는데, 프랑스에서 화환 봉헌식에 참석하고 생토메르 시의 자유 명예를 받기 위함이었다. 그러나 그는 이 여행을 떠나기 전에 이스트본 양귀비 모금 행사를 시작했다.
2007년 4월 18일, 앨링엄은 스태퍼드셔주 탬워스의 윌네코트 고등학교를 방문하여 학생들이 제1차 세계 대전에 대한 질문에 답했다. 학생들은 생존 참전 용사 몇 명에게 편지를 써서 그들의 경험에 대해 물었다. 2007년 10월, 그는 프라이드 오브 브리튼 어워즈에서 표창을 받았다. 110세와 111세 생일 사이에 앨링엄은 60회 이상의 공개 석상에 나타났는데, 2007년 6월 5일, 111세 생일 전날 디 오벌을 방문하여 관중 앞에서 휠체어를 타고 경계선을 따라 이동했다.
2007년 6월 111번째 생일에 영국 왕립 해병대 밴드가 HMS 빅토리에서 앨링엄을 위해 연주했으며, 그는 친구 및 친척들과 함께 포츠머스 해변에 있는 퀸즈 호텔로 돌아와 애프터눈 티를 즐겼다. 기분이 어떠냐는 질문에 앨링엄은 "내일도 볼 수 있어서 기쁘다. 다른 나이대와 마찬가지로 아무것도 다르지 않다. 살아있다는 것이 행복하고 축하 행사를 기대하고 있다. 111세까지 살 것이라고는 상상도 못했다"고 답했다.
2008년 4월 1일, 영국 왕립 공군 창설 90주년을 기념하여 앨링엄은 햄프셔 오드햄 공군기지의 축하 행사에 명예 손님으로 초청되었다. 당시 앨링엄은 RAF의 유일한 생존 창립 멤버였다.
앨링엄은 링컨셔 크랜웰 공군기지에서 가족들과 함께 112번째 생일을 기념했으며, 대학의 대학에서 열린 오찬의 명예 손님이었다. 그날 영국 본토 항공전 기념 비행대는 비행을 선보였고, 이어서 두 대의 튜터 항공기가 곡예 비행을 했다. 2008년 6월, 국가 재향군인의 날 기념 행사 일환으로 앨링엄은 랭커셔주 와턴의 BAE 시스템스에서 유로파이터 타이푼 항공기 안내 투어를 받았다.
2008년 9월 23일, 앨링엄은 데니스 굿윈과 공동 저술한 자신의 삶에 대한 책을 런던 RAF 클럽 행사에서 출간했다.
2008년 11월 11일, 제1차 세계 대전 종전 90주년을 기념하여 앨링엄은 해리 패치와 빌 스톤과 함께 런던 더 세노타프에서 추모 행사를 위해 기념 화환을 놓았다. 이는 분쟁의 생존 참전 용사들이 참석한 마지막 행사였으며, 이 세 명의 남성은 다음 해 안에 모두 사망했다.
앨링엄은 2008년 11월 18일, 자신이 어렸을 때 처음 가입한 지 100년 만에 스카우트로 임명되었다. 그는 어렸을 때 지역 그룹에서 6주밖에 보낼 수 없었다고 말했다. 앨링엄은 영국 왕립 해군이 주최한 행사에서 HMS 프레지던트에서 113번째 생일을 기념했다. 그는 제1해군경 Sir 조나단 밴드로부터 서명된 생일 카드를 받았고, 휠체어에 앉아 있는 동안 머리 위로 비행하는 마크 8 왕립 해군 링스를 보았다.
2009년 예술가 댄 릴웰린 홀은 세인트 던스턴스에서 앨링엄과 함께 초상화를 그렸다. '마지막 자원봉사자'라는 제목의 이 그림은 앨링엄이 사망한 해에 런던에서 전시되었다.
장수의 비결을 묻자 앨링엄은 "모르겠지만, 최대한 착하게 살라고 말하고 싶다"고 답했다.

## 최고령 남성
앨링엄은 그의 장수를 "담배, 위스키, 거친 여자들, 그리고 좋은 유머 감각" 덕분이라고 말했다.
앨링엄은 몇 년 동안 잉글랜드에서 가장 나이가 많은 남성이었다. 2007년 1월 기네스 세계 기록의 공식 인정을 받았다. 2007년 2월 8일, 110세의 안토니오 피에로가 사망하면서, 앨링엄은 제1차 세계 대전의 최고령 생존 참전 용사이자 세계에서 세 번째로 나이가 많은 남성이 되었다.
앨링엄은 2007년 11월 2일 조지 프레데릭 이브스를 제치고 영국군에서 가장 오래 산 사람이 되었다. 따라서 그는 현재까지 가장 오래 산 영국 제1차 세계 대전 참전 용사였다.
2009년 6월 19일 다나베 도모지 사망 후, 앨링엄은 최고령 남성이 되었다. 사망 당시 그는 제1차 세계 대전의 최고령 생존 참전 용사였지만, 어떤 분쟁에서도 군 복무를 한 사람 중 가장 오래 산 사람은 아니었다. 이 기록은 푸에르토리코의 에밀리아노 메르카도 델 토로가 보유하고 있으며, 그 또한 제1차 세계 대전에 참전했다.
그는 또한 113세의 나이를 확인받은 최초의 영국인 남성이었다.
2009년 7월 18일, 앨링엄은 113세 42일의 나이로 자연사했다.
제1차 세계 대전 참전 용사의 수가 줄어들면서 마지막 남은 참전 용사에게 국장을 치러줘야 한다는 요구가 커졌다. 이 요구로 인해 영국 정부는 2006년 6월 27일 마지막으로 알려진 영국 제1차 세계 대전 참전 용사가 사망한 후 웨스트민스터 사원에서 국가 추모 예배를 거행하기로 승인했다. 이 발표 이전에 앨링엄은 종종 그 가능성에 대해 생각하지 않으려고 노력했다고 말했지만, "나는 상관없다. 나만 아니면 된다"고 말한 적도 있다. 앨링엄은 2006년 7월 14일 톰 왓슨 의원으로부터 국장이 아닌 국가 추모 예배를 거행하는 이유를 설명하는 편지를 받았다. 그 의도는 한 개인을 특정하는 대신 전쟁에 참전한 전체 세대를 기념하는 것이었다.
해리 패치의 저서 "마지막 전투병 토미"에서 저자는 앨링엄이 자신의 시신을 의학 연구에 기증할 계획이었다고 주장한다. 앨링엄은 자신의 저서 "키치너의 마지막 자원병"에서 자신의 시신을 의학 연구에 기증할 의사가 있음을 확인했다. 그러나 데니스 굿윈의 설득으로 마음을 바꿔, 제1차 세계 대전의 상징이 되어 사람들이 분쟁 중의 희생을 기억하도록 상기시키기로 했다. 이를 위해 그는 장례식과 화장에 동의했다.

## 수상
우리 모두를 위해 많은 것을 희생한 세대 중 한 분.

### 전쟁 훈장 및 상

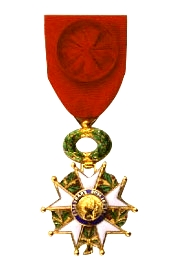
오피시에 레지옹 도뇌르. 2009년에 앨링엄에게 수여되었다.

앨링엄은 네 개의 훈장을 받았는데, 그 중 두 개는 제1차 세계 대전 훈장이었다. 생토메르 금메달은 2004년 9월 11일 앨링엄에게 생토메르 시의 자유의 영예가 주어졌을 때 수여되었다. 그는 또한 프랑스 최고의 군사 훈장인 레지옹 도뇌르를 받았는데, 2003년에는 슈발리에로 임명되었고 2009년에는 오피시에로 승진했다. 나머지 두 개의 훈장은 제1차 세계 대전의 영국 전역 메달인 영국 전쟁 메달과 승리 메달이다. 이 두 메달은 구어적으로 "머트와 제프"로 알려져 있다. 이 두 메달은 최근 위령비 퍼레이드에서 앨링엄의 원래 전역 메달이 제2차 세계 대전 영국 대공습 중에 파괴된 것을 발견한 후 영국 국방부에서 제공한 대체 메달이다.

### 명예 훈장
위에서 언급된 훈장들 외에도 앨링엄은 여러 상과 명예 회원을 받았다. 예를 들어, 프라이드 오브 브리튼 어워드와 함대 항공대 협회의 명예 회원직이 있다.
공식적으로 자격이 없었음에도 불구하고 그는 영국 기계공학회(IMechE)로부터 인정받아 2008년 12월 19일 공인 엔지니어 상을 받았다.
앨링엄은 이 상에 대해 다음과 같이 말했다.
엔지니어링 전문 분야에 발을 들여놓은 이후 저는 항상 공인 엔지니어가 되기를 바랐지만, 어렸을 때는 경제적으로 여유가 없었습니다. 제게는 결코 일어날 수 없다고 생각했던 일인데, IMechE로부터 이 명예 증서를 받게 되어 마침내 평생의 목표를 이루게 되었습니다. 이 상을 주신 기관에 매우 감사드립니다.

이는 2009년 5월 22일 사우샘프턴 솔런트 대학교에서 대학의 총장인 전 제1해군경 앨런 웨스트가 두 차례의 세계 대전 동안 영국과 동맹국에 기여하고, 특히 퇴역 군인 남녀와 관련된 지속적인 자선 활동에 대한 공로로 공학 명예 박사 학위를 수여한 것으로 이어졌다.

## 사망 및 장례식

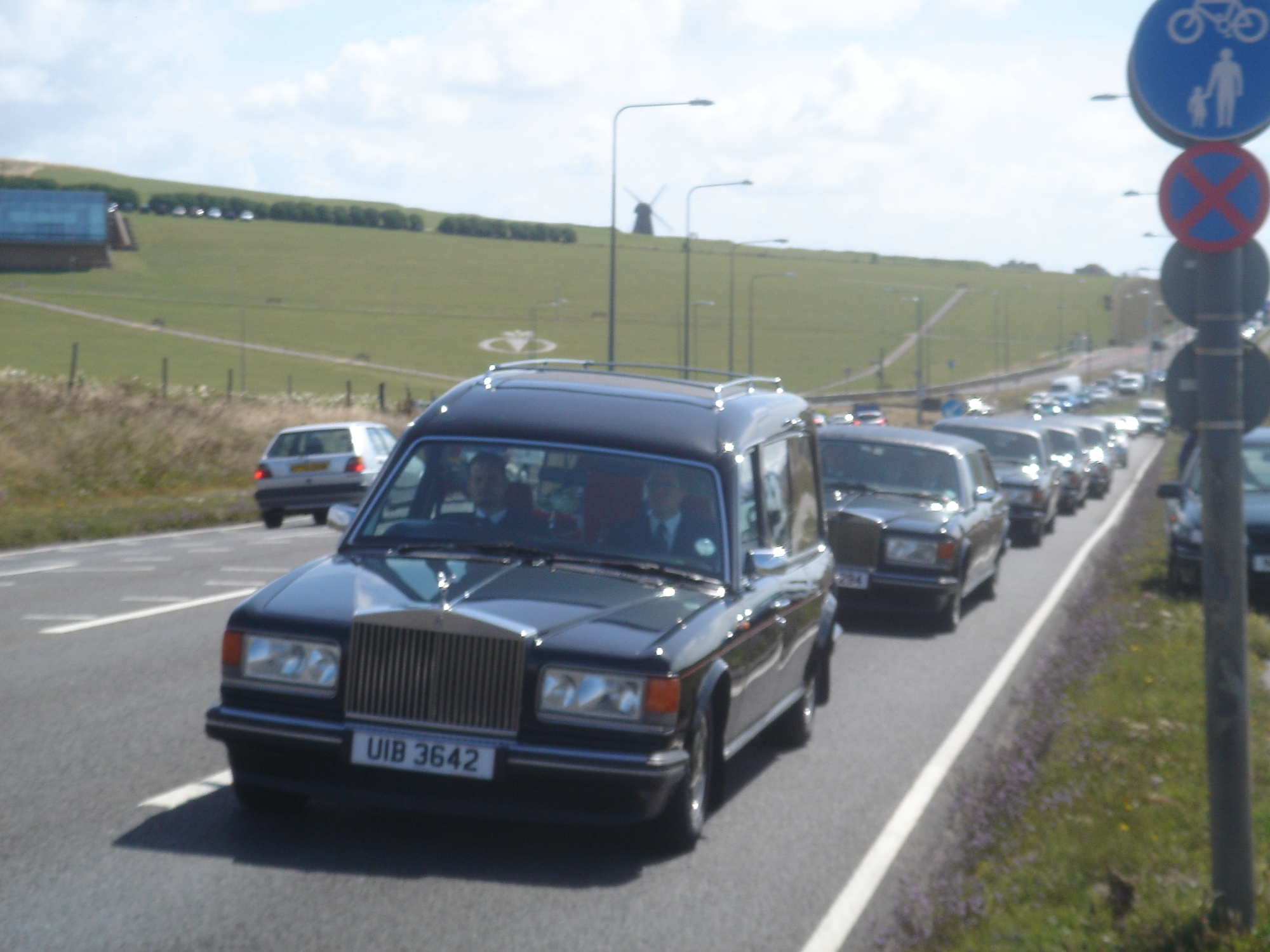
헨리 앨링엄의 장례 행렬이 세인트 던스턴스에서 세인트 니콜라스 교회로 향하는 길

앨링엄은 2009년 7월 18일 오전 3시 10분, 브라이턴 근처 오빙딘에 있는 그의 요양원, 블라인드 베테랑스 UK 센터에서 113세 42일의 나이로 자연사했다. 그의 사망 후, 월터 브로이닝이 세계 최고령 남성의 자리를 계승했다.
앨링엄의 장례식은 2009년 7월 30일 정오에 세인트 니콜라스 교회, 브라이턴에서 전례에 따른 군 의식으로 거행되었다. 그의 관은 영국 왕립 해군 선원 세 명과 영국 왕립 공군 항공병 세 명에 의해 운구되었다. 장례식에 앞서 지역 종을 치는 사람들과 RAF 및 영국 왕립 해군 체인징 벨 협회 회원들이 교회 종으로 하프 머플드 쿼터 필을 연주했다. 조문객 중에는 여왕을 대표하는 글로스터 공작부인과 재향군인부 장관 케반 존스가 있었다. 영국 왕립 해군 및 영국 왕립 공군의 고위 장교들, 즉 애드리안 존스 경과 공군 준장 피터 다이 등이 앨링엄이 속했던 두 군을 대표했다. 앨링엄의 생존 딸인 베티 행킨(89세)은 가족 여러 명과 함께 장례식에 참석했다. 장례식 후에는 제1차 세계 대전 항공기 복제본 5대가 비행했으며, 영국과 프랑스 군악병이 라스트 포스트와 레벨리를 연주했다. 또한 그의 삶의 각 연도에 한 번씩, 총 113번 종을 울렸다.
BBC는 앨링엄과 앨링엄 사망 일주일 뒤인 7월 25일에 사망한 해리 패치의 죽음을 기념하는 시를 계관시인 캐럴 앤 더피에게 의뢰했다. 그 결과물인 "라스트 포스트"는 앨링엄의 장례식 날 BBC 라디오 4 프로그램 투데이에서 더피가 낭송했다. 2010년 5월 22일 이스트본 리다우트에 나무가 심어지고 기념 명판이 공개되어 그가 이스트본에 거주했던 것을 기념했다.

## 같이 보기
- 영국의 슈퍼센티네리언 목록
- 플로렌스 그린, 제1차 세계 대전 여자 왕립 공군의 마지막 생존 참전 용사
- 국가별 최고령자 목록
- 가장 오래 산 사람 목록
- 제1차 세계 대전 마지막 생존 참전 용사 목록

### 내용주
1. ↑  “Britain's oldest war veterans meet Service chiefs at the Ministry of Defence”. 영국 국방부. 2007년 7월 11일. 2007년 9월 26일에 원본 문서에서 보존된 문서.
2. ↑  “Brew for the Few Launch”. Royal Air Forces Association. 2007년 9월 17일. 2008년 12월 4일에 원본 문서에서 보존된 문서.
3. 1 2  “War veteran launches Poppy Day scratchcard”. 《데일리 텔레그래프》 (London). 2003년 10월 16일. 2007년 10월 15일에 원본 문서에서 보존된 문서. 2010년 5월 4일에 확인함.
4. 1 2  “Britain's oldest man – 111 today”. 2007년 6월 6일. 2007년 9월 30일에 원본 문서에서 보존된 문서.
5. 1 2 3 4 5 6 7 8 9 10 11  “British Air Services Memorial St Omer”. 영국 왕립 공군. 2004년 8월 20일. 2006년 10월 23일에 원본 문서에서 보존된 문서.
6. 1 2 3  “Pride of Britain is awarded to Henry Allingham”. St Dunstan's. 2024년 5월 24일에 원본 문서에서 보존된 문서.
7. 1 2  “World War I veterans receives new honour”. BBC. 2005년 10월 6일. 2007년 10월 8일에 원본 문서에서 보존된 문서. 2010년 1월 5일에 확인함.
8. 1 2  “Henry Allingham: Last surviving Navy veteran of the Great War who lived to become the world's oldest man”. 《The Independent》 (London). 2009년 7월 20일. 2010년 8월 6일에 확인함.
9. ↑  See General Register Office indices for the quarter ending September 1899, “Index entry for death of Allingham, Henry Thomas—Hackney Volume 1b Page 316”. 《FreeBMD》. FreeBMD/영국 통계청. 2010년 3월 14일에 확인함.
10. ↑  Piece details RG 13/1623—General Register Office: 1901 Census Returns—Registration Sub-District: Walthamstow—Civil Parish, Township or Place: Walthamstow (part), The Catalogue, The National Archives. Images of census pages available by subscription from various sources as RG13 Piece 1623 Folio 104 Page 8
11. ↑  See General Register Office indices for quarter ending December 1905, “Index entry for marriage of Higgs, Hubert George—West Ham Volume 4a Page 433”. 《FreeBMD》. FreeBMD/Office for National Statistics. 2010년 3월 14일에 확인함.“Index entry for marriage of Allingham, Amy Jane—West Ham Volume 4a Page 433”. 《FreeBMD》. FreeBMD/Office for National Statistics. 2010년 3월 14일에 확인함.
12. ↑  “Maybe It's Because He Was A Londoner: Henry Allingham”. londonist.com. 2009년 7월 19일. 2009년 7월 20일에 확인함.
13. ↑  Piece details RG 14/2004, General Register Office: 1911 Census Schedules, Registration Sub-District: Kennington—Civil Parish, Township or Place: Lambeth (part)—RD 25 RS 2 ED 30, The Catalogue, The National Archives. Images of census pages available by subscription on Findmypast.com as reference RG14 Piece 2004 Reference RG78PN70 RD25 SD2 ED30 SN431
14. ↑  Moreton, Cole (2007년 11월 4일). “Remembrance: The old man and the boy, united by grief”. 《인디펜던트》 (London). 2007년 12월 7일에 원본 문서에서 보존된 문서. 2010년 5월 4일에 확인함.
15. ↑  “110 not out Henry Allingham supports Surrey”. 2007년 5월 27일. 2007년 9월 28일에 원본 문서에서 보존된 문서.
16. ↑  Amy J. Higgs. General Register Office, Bethnal Green: Q/E June 1915, Volume 1c, p. 226.
17. ↑  “RAF's oldest hero”. RAF. 2008년 12월 4일에 원본 문서에서 보존된 문서. 2008년 11월 11일에 확인함.
18. ↑  Bruce, J. M. (1957년 11월 15일). 《The Sopwith Tabloid, Schneider and Baby, Part II》. 《Flight》. 766쪽. 2016년 3월 5일에 원본 문서에서 보존된 문서. 2020년 4월 17일에 확인함., citing Gamble, C. F. Snowden (1928). 《The Story of a North Sea Air Station》. London: Oxford University Press, Henry Milford. 126쪽. Gamble went on to be Publicity Manager for 제국항공.“1933 Who's Who in British Aviation: Name G”. 《Grace's Guide》. 2020년 4월 17일에 확인함.
19. 1 2  “A portrait of Henry Allingham”. portraits.co.uk. December 2005. 2007년 10월 15일에 원본 문서에서 보존된 문서. 2009년 7월 19일에 확인함.
20. 1 2  Allingham and Goodwin, p. 113
21. ↑  Allingham and Goodwin, pp. 133–137
22. ↑  Allingham and Goodwin, p. 137
23. 1 2  “Hackney People –  Henry Allingham”. 해크니구. 2009년 3월 24일. 2009년 5월 1일에 원본 문서에서 보존된 문서. 2009년 6월 4일에 확인함.
24. ↑  “The long life of Henry Allingham”. 《데일리 텔레그래프》 (London). 2009년 7월 18일. 2022년 1월 12일에 원본 문서에서 보존된 문서. 2009년 7월 19일에 확인함.
25. ↑  “Air Mechanic Henry Allingham”. 《The Daily Telegraph》 (London). 2009년 7월 19일. 2022년 1월 12일에 원본 문서에서 보존된 문서. 2009년 7월 21일에 확인함.
26. ↑  Taylor, Jerome (2009년 6월 20일). “Cigarettes, whisky, and wild, wild women”. 《인디펜던트》 (London). 2009년 7월 19일에 확인함.
27. 1 2  “Great War veteran honoured”. 《The Argus (Brighton)》. 2006년 4월 22일. 2007년 9월 29일에 원본 문서에서 보존된 문서. 2009년 7월 19일에 확인함.
28. 1 2  “UK's oldest man Allingham is 113”. BBC News. 2009년 6월 6일. 2009년 6월 20일에 확인함.
29. ↑  “Veterans mark UK entry into WWI”. BBC News. 2004년 8월 4일. 2009년 8월 20일에 확인함.
30. ↑  “Smell of death 'stays with you always'”. BBC News. 2005년 11월 13일. 2009년 8월 20일에 확인함.
31. ↑  “Prince William's duty and sorrow”. Princess Diana News. 2010년 4월 24일에 원본 문서에서 보존된 문서. 2009년 8월 20일에 확인함.
32. ↑  Allingham and Goodwin, p. 165
33. ↑  “World War I veteran honoured by home town”. BBC News. 2006년 4월 21일. 2007년 10월 11일에 원본 문서에서 보존된 문서. 2010년 1월 5일에 확인함.
34. ↑  “Henry Allingham Helps Launch Poppies in Eastbourne”. Eastbourne Borough Council. 2006년 11월 2일. 2007년 9월 26일에 원본 문서에서 보존된 문서.
35. ↑  “Aged 111, Britain's oldest birthday boy just 'pleased to see another tomorrow'”. Evening Standard. 2007년 6월 6일. 2020년 5월 15일에 확인함.
36. ↑  “Founder member Henry Allingham on the RAF at 90”. 《데일리 미러》. 2009년 12월 2일에 확인함.
37. ↑  “Britain's oldest man reaches 112”. BBC News. 2008년 6월 6일. 2008년 6월 8일에 확인함.
38. ↑  “Oldest veteran visits Eurofighter”. BBC News. 2008년 6월 28일. 2008년 7월 1일에 확인함.
39. ↑  “Oldest man writes his life story”. BBC News. 2008년 9월 23일. 2008년 9월 25일에 확인함.
40. ↑  Kennedy, Maev (2008년 11월 12일). “Last survivors of first world war salute the fallen”. 《가디언》 (London). 2008년 11월 12일에 확인함.
41. ↑  “WWI veteran now 'oldest scout'”. BBC News. 2008년 11월 18일. 2008년 11월 19일에 확인함.
42. ↑  Kennedy, Maev (2009년 7월 24일). “Portrait of first world war veteran Henry Allingham to go on display”. 《The Guardian》. 2023년 3월 8일에 확인함.
43. ↑  “Florence Emily Baldwin takes the title as the new Oldest Woman in the UK” (PDF) (보도 자료). Guinness World Records. 15 February 2007.  1 December 2007에 원본 문서 (PDF)에서 보존된 문서.
44. ↑  “Henry Allingham”. Living Tribute. 2013년 4월 20일에 원본 문서에서 보존된 문서. 2009년 8월 20일에 확인함.
45. ↑  “Veteran is UK's oldest ever man”. BBC News. 2009년 3월 29일. 2009년 3월 29일에 확인함.
46. ↑  “VERIFIED SUPERCENTENARIAN CASES – UNITED KINGDOM (As of 16 Apr. 2007)”. grg.org. 2019년 5월 22일에 원본 문서에서 보존된 문서. 2009년 7월 30일에 확인함.
47. ↑  “Validated Living Supercentenarians”. 2007년 11월 29일. 2007년 11월 26일에 원본 문서에서 보존된 문서. 2009년 7월 19일에 확인함. (As of 19 July 2009, archive appears empty and current link obviously omits Allingham).
48. 1 2  “Oldest WWI veteran dies aged 113”. BBC News. 2009년 7월 18일. 2009년 7월 18일에 확인함.
49. ↑  David Smith (2005년 11월 12일). “Calls grow to grant last Great War veteran a state funeral”. 《옵저버 (신문)》 (London). 2007년 10월 16일에 원본 문서에서 보존된 문서. 2009년 7월 19일에 확인함.
50. ↑  “Nation to commemorate passing of First World War generation”. Ministry of Defence. 2006년 6월 27일. 2007년 8월 15일에 원본 문서에서 보존된 문서.
51. ↑  “Last surviving officer of the Great War dies at 107”. 《The Northern Echo》. 2007년 4월 14일. 2007년 9월 29일에 원본 문서에서 보존된 문서. 2009년 7월 19일에 확인함.
52. 1 2  Allingham and Goodwin, p. 172
53. ↑  Patch, Harry; Richard van Emden (2008년 8월 6일). 《The Last Fighting Tommy》. 블룸즈버리. 256쪽. ISBN 978-0-7475-9115-3.
54. ↑  Allingham and Goodwin, p. 171
55. ↑  “Royal tributes for oldest veteran”. BBC News. 2009년 7월 18일. 2009년 12월 20일에 확인함.
56. ↑  Malvern, Jack (2009년 3월 17일). “France honours Henry Allingham, 112, the veteran who cannot forget”. 《타임스》 (London). 2010년 6월 1일에 원본 문서에서 보존된 문서. 2009년 3월 16일에 확인함.
57. ↑  “Navy medals office replaces Allingham's campaign medals”. 《Navy News》. 2005년 3월 29일. 2005년 8월 28일에 원본 문서에서 보존된 문서.
58. 1 2  Swain, Mike (2008년 12월 19일). “First World War veteran honoured with mechanics' award”. 《데일리 미러》. 2009년 2월 5일에 원본 문서에서 보존된 문서. 2009년 6월 4일에 확인함.
59. ↑  “UK's oldest man awarded doctorate”. BBC News. 2009년 5월 22일. 2009년 5월 28일에 확인함.
60. ↑  “Hooray for Henry the Engineer”. 《Rye and Battle Observer》. 2009년 5월 29일. 2009년 7월 27일에 원본 문서에서 보존된 문서. 2009년 6월 4일에 확인함.
61. ↑  “Henry Allingham 1896–2009”. Western Front Association. 2009년 7월 21일. 2011년 9월 29일에 원본 문서에서 보존된 문서. 2009년 10월 26일에 확인함.
62. ↑  Sawer, Patrick (2009년 7월 18일). “World's oldest man Henry Allingham dies”. 《데일리 텔레그래프》 (London). 2022년 1월 12일에 원본 문서에서 보존된 문서. 2009년 7월 18일에 확인함.
63. ↑  “St Dunstan's”. St Dunstan's. 2009년 7월 22일에 원본 문서에서 보존된 문서. 2009년 7월 20일에 확인함.
64. ↑  “Funeral date set for oldest man”. BBC News. 2009년 7월 21일. 2009년 7월 21일에 확인함.
65. ↑  “Henry Allingham funeral details revealed”. 《The Argus》. 2009년 7월 24일. 2010년 9월 18일에 확인함.
66. ↑  “Performance Details—Non Association—Brighton, Sussex—St Nicolas of Myra Thursday, 30 July 2009”. 《Campanophile》. 2009년 7월 30일. 2015년 9월 23일에 원본 문서에서 보존된 문서. 2009년 7월 30일에 확인함.
67. 1 2  “Hundreds at WWI veteran's funeral”. BBC News. 2009년 7월 30일. 2009년 7월 30일에 확인함.
68. ↑  Valentine Low (2009년 7월 30일). “Estranged daughter joins veteran Henry's send-off”. 《The Independent》 (London). 2009년 7월 30일에 확인함.
69. ↑  “WWI veteran Henry Allingham laid to rest in Brighton”. UK Ministry of Defence. 2009년 7월 30일. 2009년 8월 4일에 원본 문서에서 보존된 문서. 2009년 8월 17일에 확인함.
70. ↑  “Poems for the last of WWI”. BBC. 2009년 8월 6일. 2009년 8월 6일에 확인함.
71. ↑  “A Tree To Remember Henry Allingham”. Eastbourne Borough Council. 2010년 5월 22일. 2012년 7월 28일에 원본 문서에서 보존된 문서. 2010년 5월 23일에 확인함.

### 자서전
- Allingham, Henry; Goodwin, Denis (2008). 《Kitchener's Last Volunteer》. Mainstream Publishing. ISBN 978-1-84596-416-0.